# Emmy Rasper
Emmy Alexandra Rasper, född den 6 januari 1983 i Göteborg, är en svensk journalist och radioprogramledare.
Rasper är sedan 2014 programledare för programmet Språket i Sveriges Radio P1 och vikarierar ibland i Ring P1.
Emmy Rasper var tidigare programledare för P3 Nyhetsguiden, Brunchrapporten, och Kvällspasset i P3. Hon har varit redaktionschef för nöjestidningen Djungeltrumman.se och producent samt programledare för P3 Granskar. Under sommaren 2011 jobbade hon som vikarierande kulturredaktör för Göteborgs-Tidningen.